# Rivière Petitcodiac
Vous lisez un « bon article » labellisé en 2007.
Pour le village, voir Petitcodiac.
La rivière Petitcodiac, ou rivière Petitcoudiac (en français: [pɛti.kɔ.djak], en anglais [pɛtiˈkoʊdi.æk] ), est un cours d'eau canadien qui, le long de ses 129 km de cours, arrose le sud-est du Nouveau-Brunswick, formant la frontière entre les comtés d'Albert et de Westmorland. Siège du Grand Moncton, l'une des agglomérations ayant la plus forte croissances démographiques au Canada, sa vallée est habitée depuis des millénaires. La rivière est importante dans l'histoire des Micmacs et des Acadiens.
La Petitcodiac est l'un des cours d'eau dont l'écosystème est le plus menacé au Canada.

## Toponymie
L'hydronyme provient du micmac Epetkutogoyek, qui signifie « qui se courbe comme un arc », en référence au Coude que la rivière forme à Moncton. L'hypothèse voulant que le nom soit issu du français « petit coude » est fausse. Les Acadiens utilisaient autrefois différentes variantes de Petcoudiac ou Petitcoudiac, tandis que les Anglais transformèrent l'hydronyme en Petitcodiac, qui est la forme la plus usitée de nos jours. La prononciation dans les deux langues officielles s'approche plus de Petitcoudiac et de Petitcodiac que de Petcodiac. En raison de sa couleur brune en aval de Moncton, la rivière est surnommée la « rivière au Chocolat » ou la « rivière Chocolat » (Chocolate River en anglais),.
Par extension, certains de ses affluents, comme le ruisseau Halls, sont appelés ruisseau au Chocolat. Le village de Petitcodiac tire son nom de sa position sur la rivière.

## Géographie

### Cours de la rivière
La rivière Petitcodiac naît de la confluence des rivières Anagance et North, à une altitude d'environ 30 mètres, au village de Petitcodiac. Elle traverse le village en suivant un trajet sinueux vers le nord-est, avant de se diriger vers l'est après avoir traversé le village de Salisbury. La rivière s'élargit aux environs de Moncton et, après le méandre du Coude, se dirige vers le sud-sud-est.
En amont, la rivière suit les contreforts boisés des collines Calédoniennes, jusqu'aux environs de Salisbury. À partir de là, le terrain s'aplanit, les rives sont déboisées. Les berges sont endiguées et des aboiteaux permettent de protéger les terres fertiles. Au sud de Stoney Creek, la vallée devient plus abrupte, avec à nouveau les collines calédoniennes à l'ouest ainsi que les Grandes Buttes s'élèvent à l'est. À la pointe de Beaumont (ou du Fort Folly), la rivière Petitcodiac conflue avec la rivière Memramcook, son principal affluent. Deux kilomètres plus loin, entre Hopewell Cape et Dorchester Cape, la rivière s'élargit à nouveau pour former la baie de Chipoudy. L'eau se jette plus loin dans la baie de Chignectou et finalement dans la baie de Fundy. Près de l'embouchure se trouve le Parc provincial Hopewell Rocks.
Comtés et municipalités traversés:
- Westmorland : Petitcodiac, Salisbury, Paroisse de Salisbury, Paroisse de Moncton, Moncton, Dieppe, Memramcook, Paroisse de Dorchester.
- Albert : Paroisse de Coverdale, Riverview, Paroisse d'Hillsborough et Hillsborough.

### Hydrologie

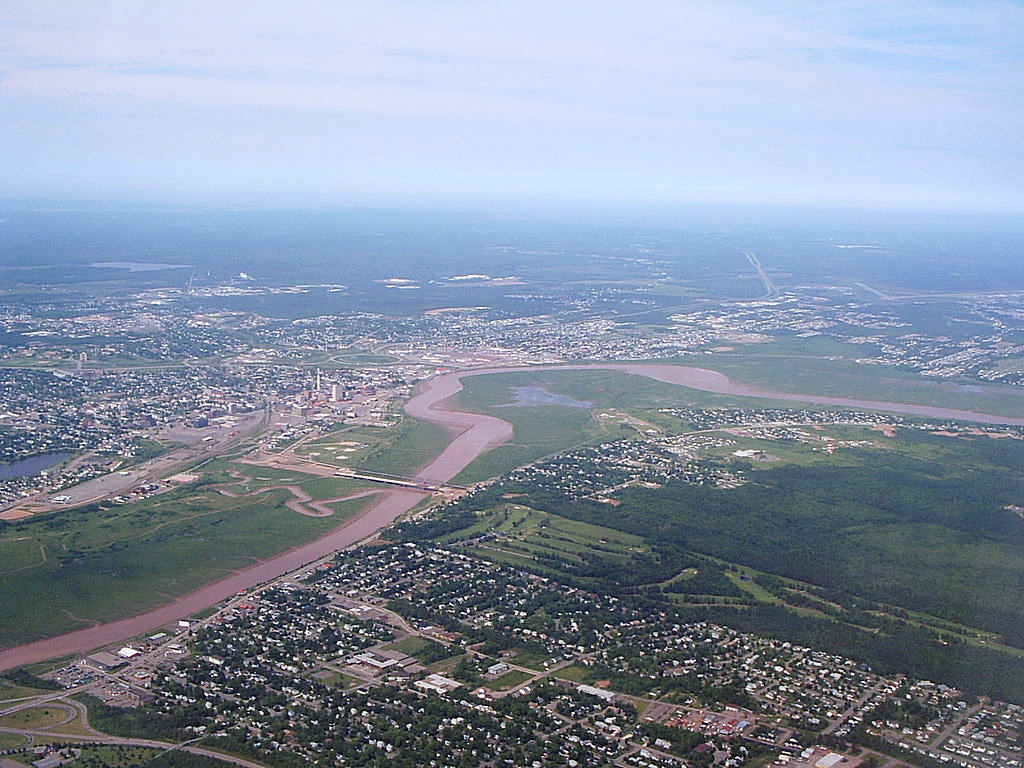
Le Coude

Le bassin hydrographique de la rivière Petitcodiac a une superficie de 1 999 km2. Son module, mesuré au pont-jetée, à mi-chemin entre la source et l'embouchure, est de 27,3 m3/s. Le débit varie de façon significative tout au long de l'année, et d'une année à l'autre. Les affluents de la rivière Petitcodiac sont en général des rivières de longueur moyenne et à faible débit. Les principaux sont, d'amont en aval, le ruisseau Bennet, la rivière Pollet, la rivière Little, le ruisseau Turtle, le ruisseau Jonathan, le ruisseau Halls, le ruisseau Mill, le ruisseau aux Renards (Fox), le ruisseau Stoney, le ruisseau Weldon et la rivière Memramcook.
Le mascaret de la rivière Petitcodiac, deux fois par jour, varie entre quelques centimètres à 75 cm. Autrefois l'un des plus importants au monde, il pouvait atteindre deux mètres. Sa vitesse peut atteindre 13 kilomètres à l'heure. L'importance de ce mascaret résulte des grandes marées de la baie de Fundy. Plusieurs témoignages, certains datant de plus de 250 ans, mentionnent la puissance du mascaret.

### Géologie
La vallée de la rivière Petitcodiac s'est formée au cours du Mississippien, il y a environ 250 millions d'années. Des éruptions volcaniques durant la dernière période glaciaire ont vraisemblablement eu un impact important sur la topographie de la région, comme en témoigne la grande variété de minéraux existant dans le comté d'Albert, à l'ouest, sur la rive droite de la rivière. Le sol est composé principalement de grès de teintes gris à rouge, de conglomérats et de silt. La plus grande partie du bassin se caractérise par un sol composé d'une fine couche de sable et de silt avec un peu d'argile. Sous cette couche se trouve habituellement des moraines d'ablation
. Sur la rive gauche de la rivière, le sous-sol est composé principalement de grès et de schiste avec des roches ignées ou des conglomérats. Le sol de la rive droite est similaire, avec du grès. D'autres formations rocheuses se trouvent dans les collines Calédoniennes. Des roches sédimentaires et ignées du précambrien ou du cambrien caractérisent cette région. Du calcaire est aussi présent. Par contre, les marais et la plaine inondable de la rivière possèdent des sols composés surtout d'argile et de silt, avec un peu de sable fin.

### Faune et flore
La grande quantité de sédiments emportée par la rivière Petitcodiac contribue à la richesse exceptionnelle des nutriments dans la baie de Fundy et ses différents bras.
Les espèces de poisson présentes dans la rivière sont l'achigan à petite bouche (Micropterus dolomieu), l'alose d'été, l'anguille d'Amérique (Anguilla rostrata), la barbotte brune (Ameiurus nebulosus), le baret (Morone americana), le brochet maillé (Esox niger), l'éperlan arc-en-ciel (Osmerus mordax), le gaspareau (Alosa pseudoharengus), le meunier noir (Catostomus commersonii) et l'omble de fontaine (Salvelinus fontinalis). Le saumon atlantique (Salmo salar) et l'alose savoureuse (Alosa sapidissima) sont deux espèces ayant disparu de la rivière. Les espèces de mollusques d'eau douce sont l'alasmidonte argenté, l'alasmidonte naine, la moule dulçaquicole, la moule perlière d'eau douce (Margaritifera margaritifera), le Pyganodon cataracta et l'Alasmidonta undulata. À marée basse, l'eau découvre une grande superficie de vasières qui abritent le corophie tourneur (corophium volutator), une sorte de petite crevette. Les plantes marines sont la salicaire commune (Lythrum salicaria), la naïade souple (Najas flexilis), le nénuphar à fleurs panachées (Nuphar variegatum), le potamot émergé (Potamogeton epihydrus), la quenouille à larges feuilles (Typha latifolia), la renouée à feuilles de patience (Persicaria lapathifolia) et la sagittaire latifoliée (Sagittaria latifolia).
Un mastodonte a été découvert en 1937 sur les berges de la rivière, près d'Hillsborough. L'âge du fossile a été estimé à 37 000 ans. Il est exposé au Musée du Nouveau-Brunswick.

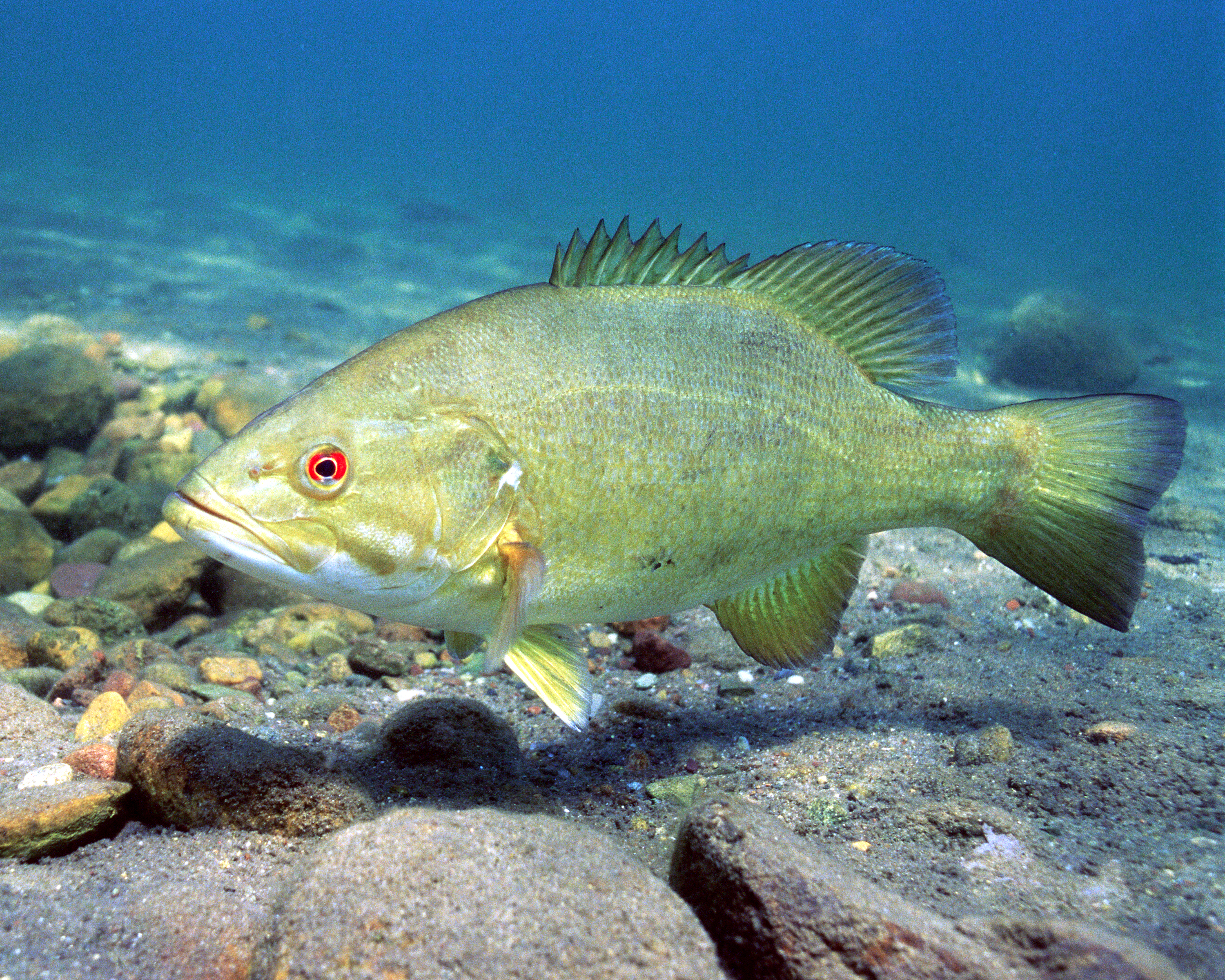
Achigan à petite bouche (Micropterus dolomieu)
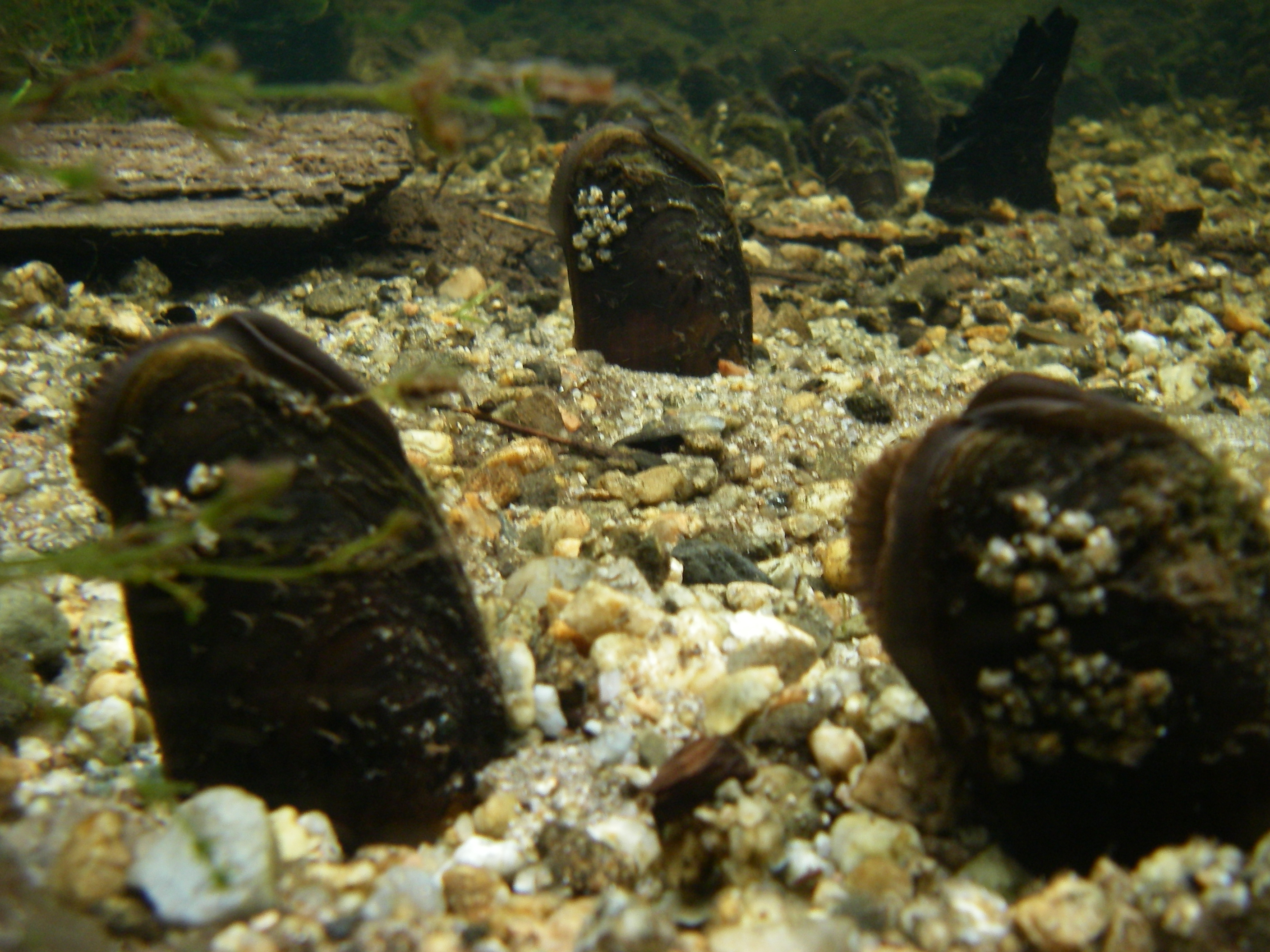
Moule perlière d'eau douce (Margaritifera margaritifer)
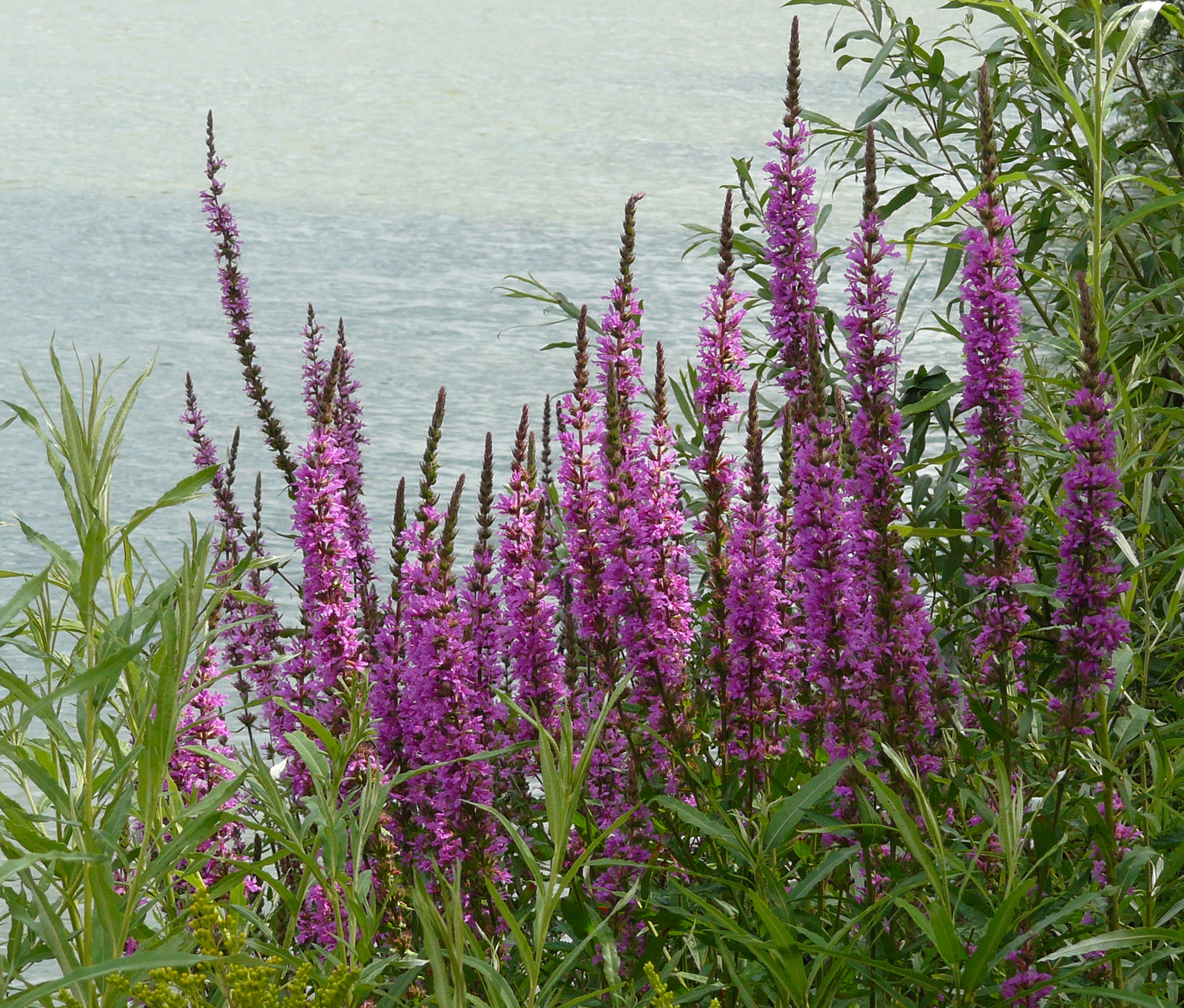
Salicaire commune (Lythrum salicaria)

## Mythe
Selon un mythe, le Grand Manitou a créé la rivière Petitcodiac et autrefois, elle était limpide et fraiche. Le grand esprit créa alors le premier homme, Glouscap. Un jour, une anguille monstrueuse chassa les poissons et s'installa dans la rivière. Une tortue raconta a Glouscap les méfaits de l'anguille. Il donna alors des pouvoirs à un crabe, si bien qu'il devint de taille à lutter contre l'anguille. Après un combat, le crabe a vaincu l'anguille et leur combat a soulevé la vase et une vague a surgi sous la violence des combats.[réf. souhaitée]

## Histoire

### Préhistoire (2emillénaire av. J.-C.-1604)
Les Micmacs habitent sur les rives de la rivière Petitcodiac depuis plus de deux millénaires. Il y a aujourd'hui une réserve amérindienne à Fort Folly. Avant la colonisation européenne, les principaux établissements Micmacs étaient situés à Beaumont, près de l'embouchure de la rivière, et près de sa source, où se trouve l'actuel village de Salisbury; ils y avaient établi un camp d'hiver. Plusieurs cimetières amérindiens existent le long de la rivière mais le seul indiqué est celui de Beaumont, datant du XIXe siècle. La rivière était une voie de transport importante pour les Micmacs. En se servant du mascaret, ils pouvaient se rendre de Beaumont à la source, une distance de 60 km, en seulement un après-midi. Une fois accosté, un portage de cinq ou six kilomètres les amenait à la Kennebecassis, d'où ils pouvaient rejoindre le fleuve Saint-Jean.

### Acadiens (1604-1763)
Des pêcheurs scandinaves, basques, bretons, normands et probablement espagnols et anglais fréquentent régulièrement la région à partir du XIIIe siècle, attirés par les baleines et la morue. Samuel de Champlain explore le littoral de la baie de Fundy entre 1604 et 1608. Les Acadiens qui explorent la région lui donnent le nom de Trois-Rivières, en référence aux trois vallées que forment la rivière Petitcodiac, la rivière Memramcook et la rivière Chipoudy.
Quelques années après la fondation de Chipoudie en 1698, des Acadiens fondent le village de Petcoudiac, l'actuel Hillsborough. Vers les années 1730, des colons venus de Chipoudy et de Petitcoudiac mais surtout des Mines colonisent le cours supérieur de la rivière, en amont du Coude. Au début des années 1750, la majeure partie de la rivière est habitée. Une grande partie de ces villages existent toujours, en général sous d'autres noms. Les berges de la rivière étant principalement composées de marais, les colons utilisent des digues munies d'aboiteaux pour les assécher et permettre la culture sur les nouvelles terres fertiles. Ce système est toujours utilisé.

### Du Régime britannique à nos jours (1763-)
La vallée tombe sous le contrôle britannique durant la guerre de Sept Ans, avec la prise du fort Beauséjour en 1755. La déportation des Acadiens commence la même année. Le premier raid britannique est celui de Sylvanus Cobb, en août de la même année. Ils ne capturent aucun Acadien, ces derniers s'étant cachés dans la forêt. En septembre de la même année, la bataille de Petitcoudiac a lieu au village éponyme. La bataille oppose les Canadiens, Acadiens et Wolastoqiyik, sous le commandement de Charles Deschamps de Boishébert, aux Britanniques. Les fortes marées jouent un rôle dans la défaite britannique. Un cairn construit en 1937 commémore l'évènement. Malgré le fait que les Britanniques aient détruit la plupart de leurs villages et enlevé bon nombre de leurs concitoyens, les Acadiens résistent pendant encore quatre ans. La victoire de Petitcoudiac et la résistance qui a suivi a permis la survivance de ce peuple au sud-est du Nouveau-Brunswick. Très peu d'Acadiens habitent de nos jours sur la rive droite, mais Moncton, Dieppe et Memramcook, sur la rive gauche, comptent parmi les principaux centres acadiens.
À la suite de la guerre de Sept Ans, de nouveaux arrivants s'établissent dans les villages ruinés. Moncton, l'ancienne Terre-Rouge, voit en 1766 l'arrivée des Allemands de Pennsylvanie. Un autre établissement important est Hillsborough. Ces immigrants poursuivent le travail d'assèchement des marais commencé par les Acadiens.

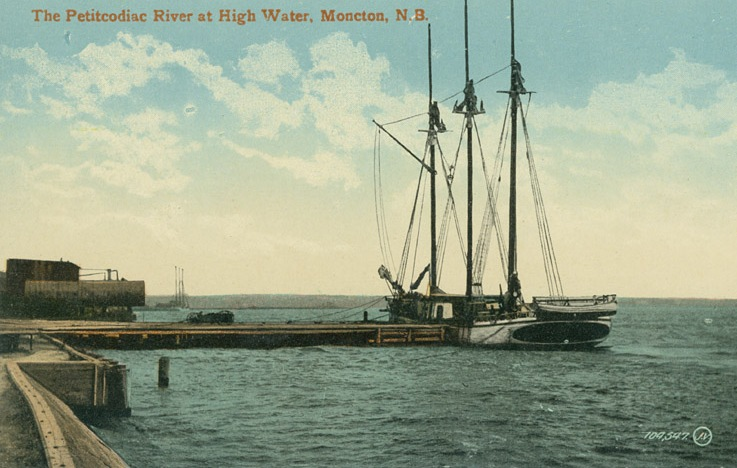
Un bateau au quai de Moncton en 1910.

Durant les années 1850, l'industrie de la construction navale de la rivière Petitcodiac, comme dans le reste des Maritimes, devient florissante. Dirigés par l'industriel Joseph Salter, les chantiers de la région construisent plusieurs grands trois-mâts. Plusieurs ruines de ces chantiers sont toujours visibles. Outre celui de Moncton, il y avait aussi des chantiers à Salisbury, Hopewell Cape, Dorchester et Harvey Bank. La marine marchande décline à la fin de l'industrie de la construction navale, dans les années 1870. Les ports de Moncton et Hillsborough restent actifs jusqu'au milieu du XXe siècle.
En 1849, le scientifique Abraham Gesner découvre à Albert Mines un minéral bitumineux, qu'il nomme l'albertite. Un port situé à Hillsborough permet l'expédition vers Boston, pendant trois décennies, du minerai extrait par une usine, ainsi que le gypse des mêmes mines, et ce partout dans le monde.
Durant la seconde moitié du XIXe siècle, la basse vallée de la rivière Petitcodiac et la baie de Shepody est un site d'extraction de grès, principalement à l'Île aux Meules, à Rockport et à Beaumont. Une pierre de qualité est extraite dans ces carrières et expédiée en Nouvelle-Angleterre. Des villes comme Boston ou New York comptent toujours quelques édifices faits en grès de Petitcodiac.
La pêche commerciale est pratiquée dans la rivière jusque dans les années 1960.

## Activités et aménagements

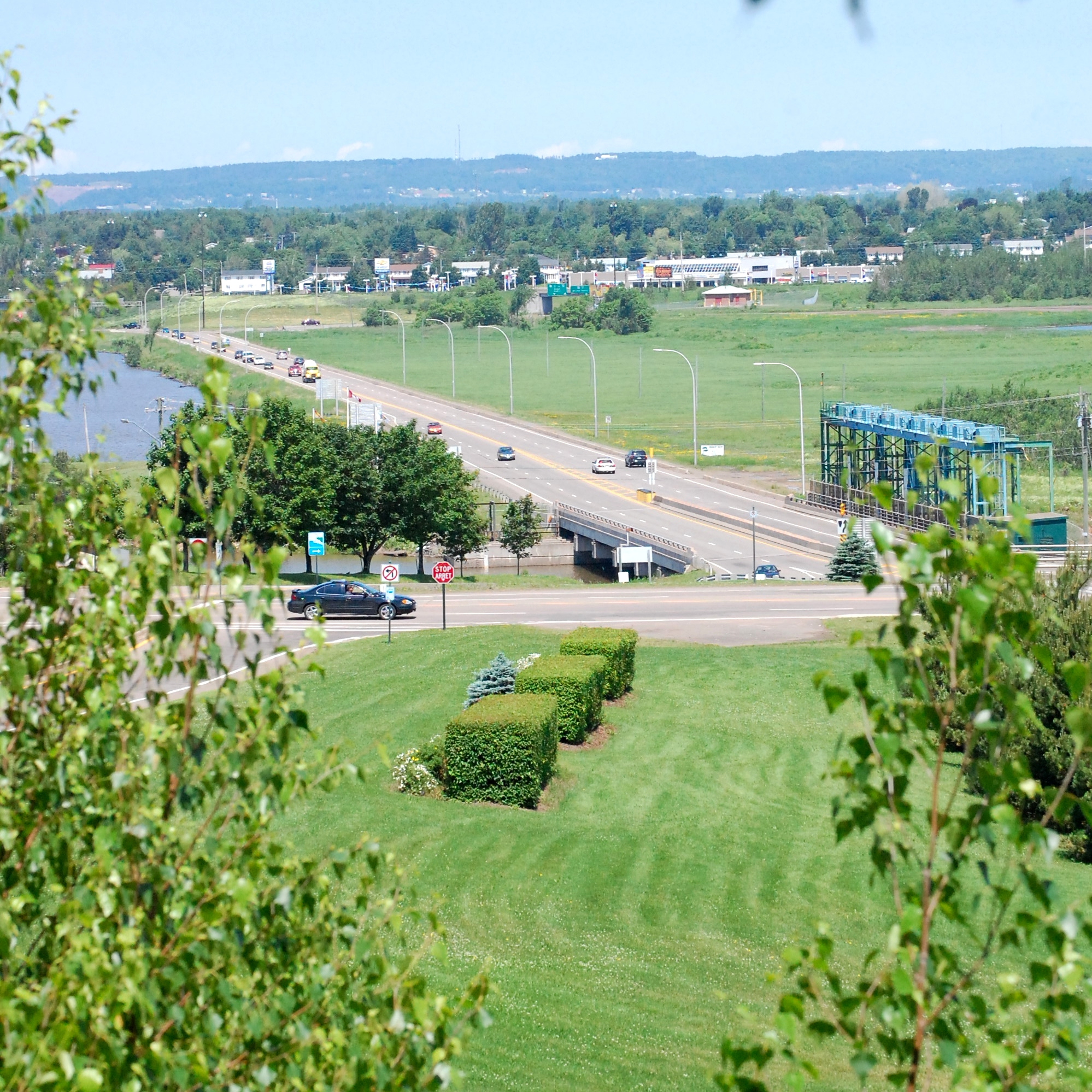
Pont-chaussée.

La vallée est très urbanisée dans les environs du Coude, le Grand Moncton, et est plutôt rurale en amont et en aval. Environ 120 000 personnes vivent dans le bassin hydrographique.
Le Grand Moncton est l'une des régions ayant la plus grande croissance démographique au pays.
L'économie de la vallée est dominée par l'industrie et le secteur des transports, avec aussi une activité agricole. La région de Moncton compte de nombreuses usines. Jusque dans les années 1980, la majorité des emplois était liée au transport ferroviaire, en raison de la situation stratégique de la ville. La région connut une crise économique à partir des années 1980, lorsqu'un grand nombre d'emplois fut perdu dans le secteur du chemin de fer. À partir de 1996, la région a connu un boom économique, principalement dans le secteur des communications, des technologies et du tourisme.
Des soixante-six ponts couverts encore existants au Nouveau-Brunswick, dix se trouvent dans le bassin versant, dont un sur la rivière elle-même.
Sept ponts routiers traversent la rivière, dont les principaux sont le pont-jetée de la rivière Petitcodiac et le pont de Gunningsville. De plus, trois ponts ferroviaires et plusieurs lignes à haute tension enjambent la rivière.
Le lac Petitcodiac est utilisé pour pratiquer la pêche sportive et des sports nautiques comme la motomarine ou le ski nautique.

## Menaces sur la rivière

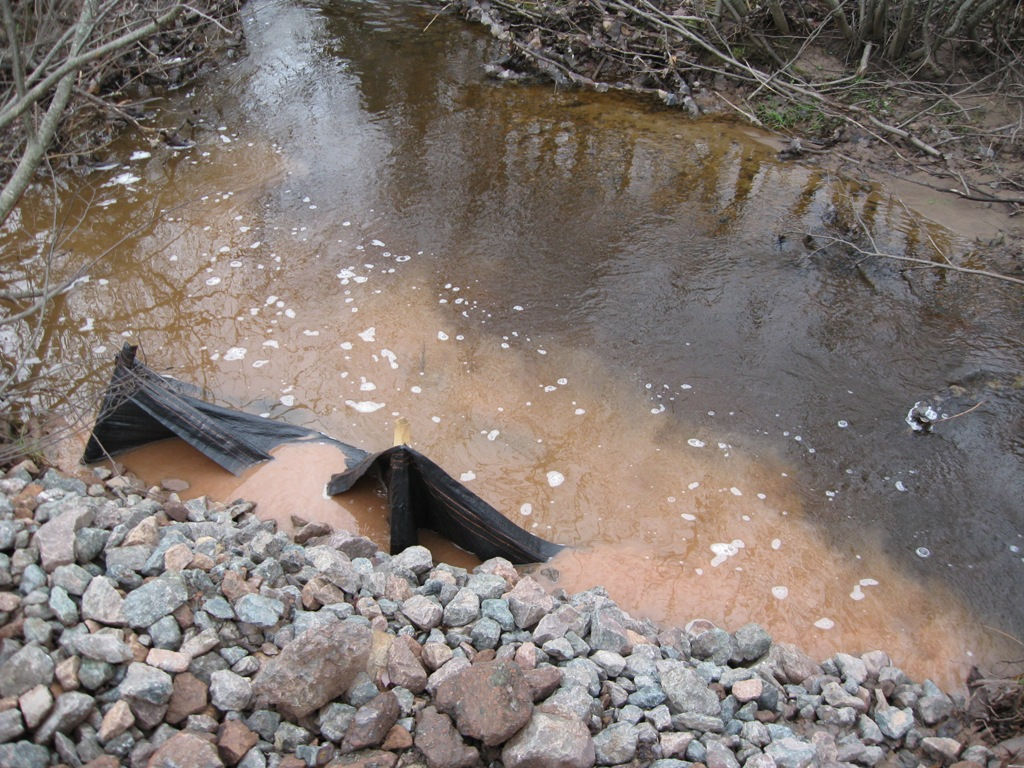
Pollution d'un affluent de la rivière.

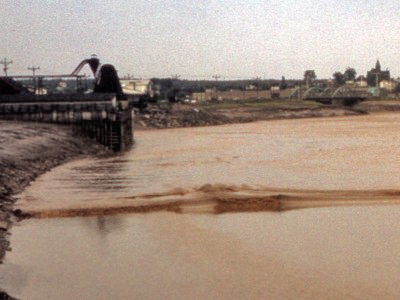
Le mascaret dans les années 1970.

Les Sentinelles de la Petitcodiac, un groupe de défense de l'environnement, dévoile annuellement une liste des dix plus grands pollueurs de la rivière. Selon cette organisation, les organismes publics sont responsables de 90 % de la pollution. D'après la dernière liste, ces pollueurs sont, en ordre descendant d'importance: le pont-jetée, l'usine de traitement primaire des eaux usées de Moncton, l'ancien dépotoir de la ville de Moncton situé près du pont-jetée, les pont-jetées des rivières Memramcook et Chipoudy, la destruction des marais, la destruction des affluents, le déversement d'eaux non traitées par les égouts, les déversements des égouts pluviaux, les différents barrages, parfois abandonnés, et finalement l'épandage de pesticides et d'herbicides pour usage cosmétique (non agricole).
Le pont-jetée de la rivière Petitcodiac est construit en 1968. Les trois principaux objectifs recherchés étaient la formation d'un lac pour les activités nautiques, le contrôle de l'inondation des basses terres et l'amélioration du transport vers la banlieue sud de Moncton, l'ancien pont de Gunningsville ne répondant plus à la demande. Pour faire des économies, plusieurs ponts de ce type, que ce soient des jetées (chaussées) métalliques ou en gravier, ont été construits sur les cours d'eau de la province.
Le pont-jetée bloque la migration des poissons, ce qui est une violation de la loi sur les pêches. Bien que le pont-jetée soit doté d'une échelle à poissons, le saumon atlantique, l'alose savoureuse, le poulamon atlantique et le bar rayé ont disparu de la rivière. De plus, les populations de truite de mer et d'éperlan arc-en-ciel ont été nettement réduites. Une espèce de palourde a aussi disparu.
La construction du pont-jetée a provoqué une interruption du flot naturel de la rivière et, en aval, le lit a commencé à se remplir de silt, devenant de plus en plus étréci en raison de cette sédimentation. En effet, la profondeur étant très basse entre le Coude et le pont-jetée, la rivière est passée d'un kilomètre de large près du pont en 1968 à 80 mètres en 1998, soit une réduction de 92 %. La sédimentation a aussi lieu en amont du pont-jetée, et s'est produite avant même la fin de sa construction.
Le 17 décembre 2002, la ville de Moncton et la firme Gemtec plaident non coupables relativement aux accusations d'Environnement et Changement climatique Canada. Une enquête de ce ministère révèle en 2001 que du lixiviat, un liquide mortel pour les poissons, s'échappe de la décharge municipale qui a été fermée en 1992, ce qui est en violation de la Loi canadienne sur les pêches. La fermeture de cette décharge avait été confiée à la firme Gemtec, de Fredericton, par la ville de Moncton. Moncton change sa défense en 2003, est reconnue coupable la même année et condamnée à une amende de 35 000$. Gemtec et Robert Lutes, son ingénieur en chef et actionnaire majoritaire, sont reconnus coupables en 2006. Par la suite, une ordonnance de la cour oblige la cité de Moncton à éliminer les déversements avant 18 mois. L'administration ne fait aucune action pendant plusieurs années, sous prétexte qu'elle devait recevoir un permis du ministère provincial de l'environnement. Après l'étude de quatre possibilités, la cité fait finalement l'annonce d'un plan le 15 mai 2007 qui prévoit la déviation du ruisseau Jonhattan et l'aménagement d'une zone tampon pour la filtration des produits toxiques,,,,.
En juin 2002, Daniel Leblanc, des Sentinelles de la Petitcodiac, découvre un déversement d'huile dans le ruisseau Humphrey's, un affluent du ruisseau Halls, lui-même affluent de la rivière Petitcodiac. L'organisation alerte alors la municipalité et Environnement Canada. En 2003, des accusations sont portées contre la compagnie de construction Newco,.
L'état de la rivière étant un enjeu important dans la région, les Sentinelles de la Petitcodiac ont préparé des documents pour les écoles de la région. Le district scolaire francophone (#1) a accepté de les distribuer aux élèves, tandis que le district anglophone (#2) a refusé, affirmant que le sujet était trop controversé.
En 2005, une centaine de poissons sont retrouvés morts sur les berges du ruisseau Humphrey's.

## Restauration de la rivière

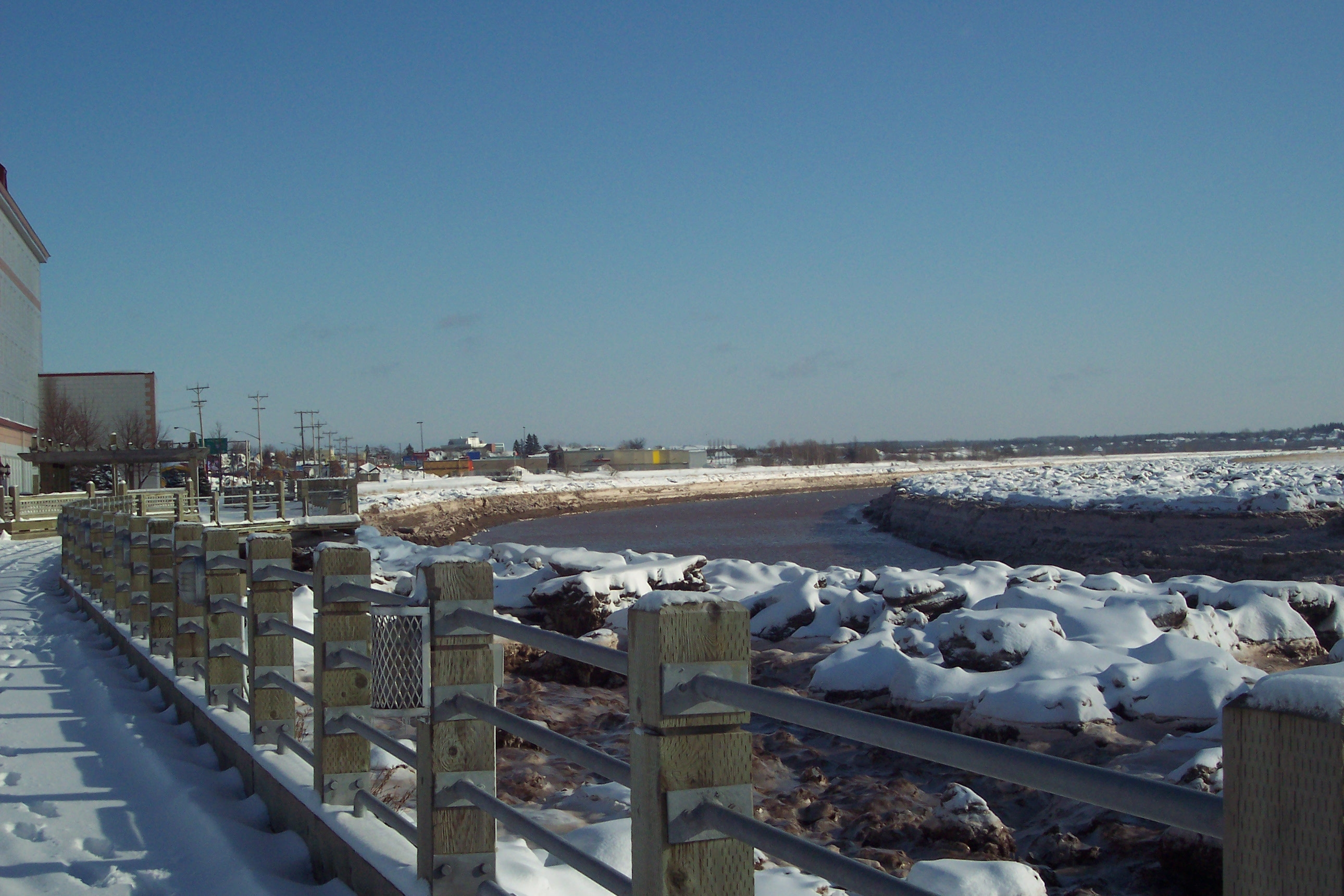
La rivière au niveau de Moncton, en hiver.

Depuis plusieurs années, un enjeu important de la région est la restauration de la rivière, qui prévoit le remplacement du pont-jetée par un pont conventionnel. Les opposants au projet sont principalement des habitants de Riverview. En effet, un quartier de cette ville est situé au bord du lac Petitcodiac. Ceux-ci affirment que la destruction du pont-jetée et donc la perte du lac fera baisser la valeur de leurs résidences, disparaître un site pour la pratique de sports nautiques et de pêche sportive. Par ailleurs, le maire de Riverview, Clarence Sweetland, dit craindre que les gouvernements refusent de financer d'autres travaux dans la ville en raison des coûts élevés du projet. Même avis du maire Lorne Mitton, de Moncton, où le projet a pourtant plus d'appuis. Graham Copp, le président de l'Association des pêcheurs d'Alma dit craindre les effets de la restauration. Il affirme que la force des marées combinée à un débit plus fort de la rivière changera les écosystèmes actuels et aura un impact certain sur la pêche au homard. Ceux qui soutiennent le projet sont principalement des habitants de Moncton, Dieppe et du reste du cours de la rivière. Leurs arguments sont principalement la protection de l'environnement, de la pêche et de la beauté de la rivière. Plusieurs groupes ont été formés, dont les Sentinelles de la Petitcodiac, une section de la Waterkeeper Alliance.
Lors d'une visite en juin 2000, Robert Francis Kennedy Jr. demanda au gouvernement provincial d'ouvrir le plus rapidement possible les vannes.
Le pont-jetée était l'objet de critiques avant même d'être construit. Environ 130 études ont été effectuées pour évaluer les impacts du pont-jetée sur l'environnement,.
Le problème de l'échelle à poissons devint évident dès 1969. Des rapports signalèrent que la population de saumons dans la rivière a diminué et que le pont-jetée a probablement causé la quasi-disparition de l'alose, du bar rayé et de la truite de mer. En 1978, le ministère des Transports du Nouveau-Brunswick chargea la compagnie ADI limited de l'étude des problèmes révélés par ces rapports. En décembre 1979, la compagnie présenta trois propositions. La première consiste en un statu quo, la deuxième envisage de fermer les vannes et la troisième demande d'éliminer les fuites et de modifier le protocole de fonctionnement. Au printemps 1980, le gouvernement provincial choisit la troisième proposition. Ceci eut pour effet d'améliorer légèrement le passage de poissons. Divers rapports font ensuite état de difficultés grandissantes pour les poissons et de différentes demandes au gouvernement pour l'ouverture complète des vannes. En 1988, Fredericton décida d'ouvrir complètement les vannes entre le 15 avril et le 17 juin, pour favoriser la migration du poisson, ce qui causa un dépôt de sédiments en amont du pont-jetée. Les vannes sont rouvertes en 1988, du 3 mai au 15 juin et en 1989, du 15 mai au 15 juin, mais à marée basse pour éviter les problèmes de 1988. En 1991, Pêches et Océans Canada affirma que les vannes devaient rester ouvertes entre le 1er avril et le 15 décembre annuellement, pour permettre au courant de marée de passer et de favoriser au maximum le passage des poissons. En mai 1991, un comité interministériel du gouvernement du Nouveau-Brunswick présenta un rapport intitulé Options for the Future of the Petitcodiac River Dam and Causeway. Le gouvernement chargea une fois de plus ADI limited d'étudier les sept options du rapport et leurs conséquences. Les résultats de l'étude, présentée en mai 1992, montrent qu'aucune des propositions n'est satisfaisante.
Une entente provincial-fédéral est signée en décembre 1996 pour mettre en œuvre un plan de réouverture des vannes. Après une tentative en 1998, les vannes sont fermées le 1er juin 1999. En 1999, le ministère fédéral Pêches et Océans Canada avait retenu quatre options pour essayer de réparer les dommages causés à la rivière par le pont-jetée, soit une nouvelle échelle à poissons, l'ouverture des vannes pendant la période de migration, l'ouverture permanente des vannes ou la construction d'un pont partiel,,.
Le 10 août 2000, Pêches et Océans Canada nomma Eugene J. Niles comme conseiller spécial dans le dossier et lui donna le mandat d'étudier toute l'information existante, de rencontrer les intervenants et de faire des recommandations pour régler le problème du passage du poisson.
Présenté en octobre 2002, le rapport, ayant coûté quatre millions de dollars, confirma que le pont-jetée est illégal et qu'elle contrevenait à la loi sur les pêches. De plus, M. Niles proposa quatre solutions pour la restauration du cours naturel de la rivière. La première est l'ouverture permanente des vannes du pont-jetée, ce qui coûterait 34 millions de dollars. L'autre est la construction d'un pont partiel, avec trois variantes possibles, dont le coût pourrait varier entre 42 millions et 107 millions de dollars, selon l'option choisie. De plus, l'étude rejette les arguments des opposants au projet affirmant que le rétablissement du cours de la rivière diminuerait la valeur de leurs maisons,.
À la suite de ce rapport, une étude d'impact environnementale cofinancée par les gouvernements provinciaux et fédéraux commença en 2003. La firme AMEC Earth & Environmental Limited étudia pendant deux ans et demi l'impact des quatre propositions de Pêches et Océans Canada,,,,.

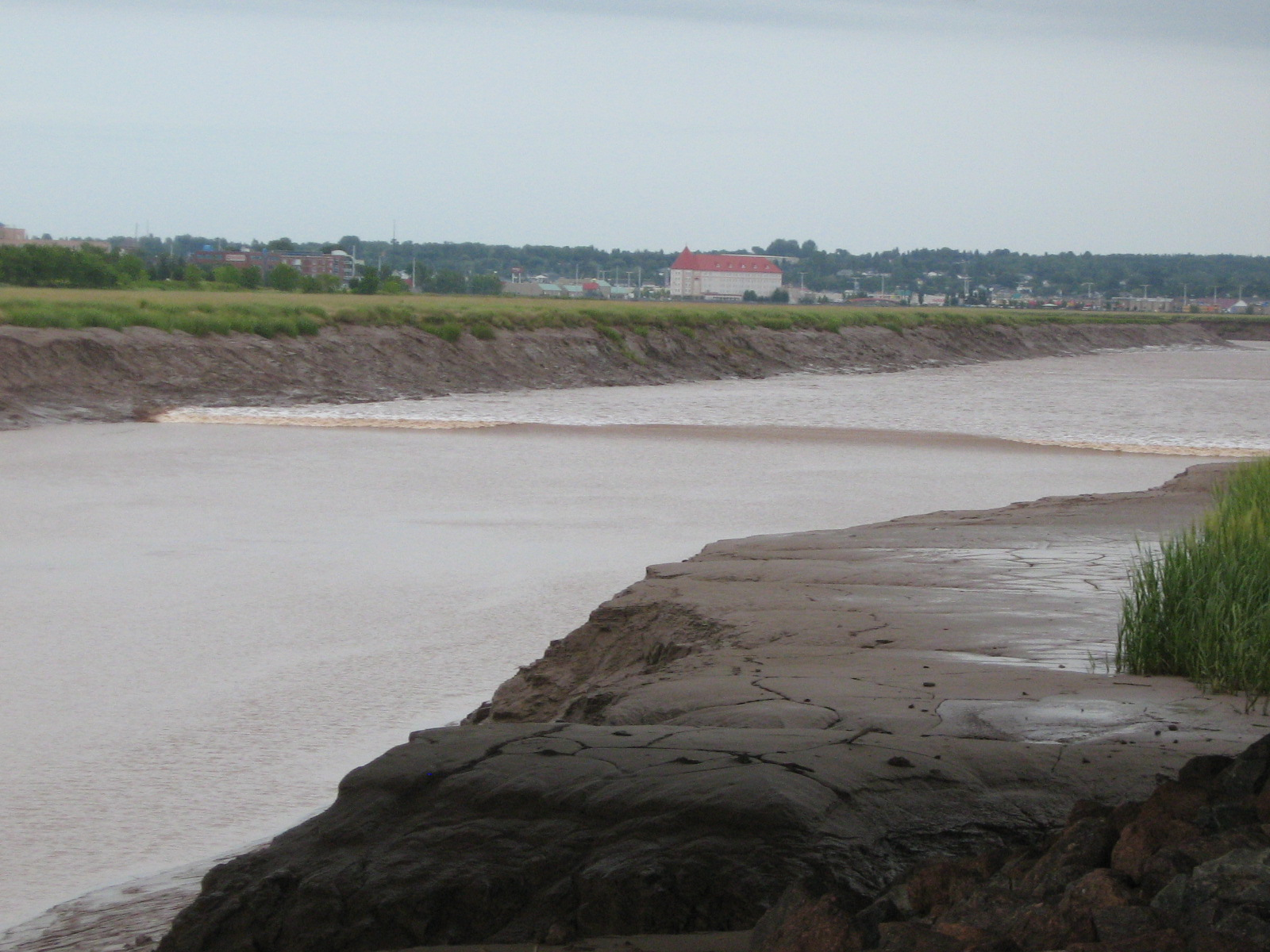
Le mascaret en 2010.

La restauration de la rivière devint un enjeu de l'élection de 2006. Durant la campagne, les progressistes conservateurs de Bernard Lord et les libéraux de Shawn Graham affirmèrent que le dossier allait évoluer s'ils étaient élus. Les néo-démocrates se sont aussi prononcés en faveur de la restauration.
La restauration de la rivière Petitcodiac ne fit pourtant pas partie du budget provincial de 2006 et les deux gouvernements se renvoyèrent la balle quant à la responsabilité du projet,.
En mai 2007, les Sentinelles de la Petitcodiac s'adressèrent à la Cour suprême du Canada pour contraindre le ministère fédéral des Pêches à obliger le gouvernement du Nouveau-Brunswick à agir dans le dossier. Le groupe retint les services de Michel Doucet, un avocat bien connu dans les causes linguistiques.
Le 7 août 2007, le ministre de l'Approvisionnement et des Services du Nouveau-Brunswick, Roly MacIntyre, annonce la décision du gouvernement. Le plan prévoit l'ouverture des vannes du pont-jetée. De plus, un nouveau pont long de 280 mètres sera construit directement en aval du pont-jetée pour la remplacer. Après l'ouverture des vannes, prévue à l'origine pour 2009, un pont sera inauguré d'ici 2015. Une fois le pont construit, l'ancienne structure serait démolie, ce qui ouvrirait la rivière sur une largeur qui pourrait varier de 72 à 225 mètres. Le financement des travaux, estimés à 68 millions de dollars, doit être assuré par les gouvernements provinciaux et fédéraux. Lors du discours du trône le 27 novembre 2007, le nouveau premier ministre Shawn Graham affirme que, malgré le refus du gouvernement fédéral de financer la restauration, Fredericton allait tout de même tenter de mener le projet à terme. Le 14 avril 2010, les vannes du barrage sont finalement ouvertes.

## La rivière dans la culture
Un album de musique, intitulé Pet-kout-koy-ek, a été produit pour lever des fonds pour la sauvegarde de la rivière. Parmi les chansons figurant dans l'album, mentionnons Petit Codiac du groupe néo-brunswickois Zéro Degré Celcius. Cette chanson a été reprise par Zachary Richard sur son album Cap Enragé.
Marguerite Maillet a publié chez Bouton d'or Acadie un album jeunesse sur la rivière, Comment la rivière Petitcodiac devint boueuse en 2005  (ISBN 9782922203813).